# Дом Стеткевич
Дом М. А. Стетке́вич (также дом М. Л. Стеткевича) — историческое здание в Пушкине. Построен в 1909 году. Объект культурного наследия регионального значения. Расположен на Магазейной улице, дом 40/27, на углу с Леонтьевской улицей. В здании размещается музей «Царскосельская коллекция».

## История
Дом построен на участке № 231 для действительного статского советника М. Л. Стеткевича петербургским архитектором Г. Г. фон Голи. С февраля 1991 года в здании находится музей «Царскосельская коллекция», основанный художником А. М. Некрасовым. При музее действует учебная «Мастерская живописи». Основное направление музея — ленинградская живопись 1920—1930-х гг. В общей сложности в музее шесть выставочных залов.

## Архитектура

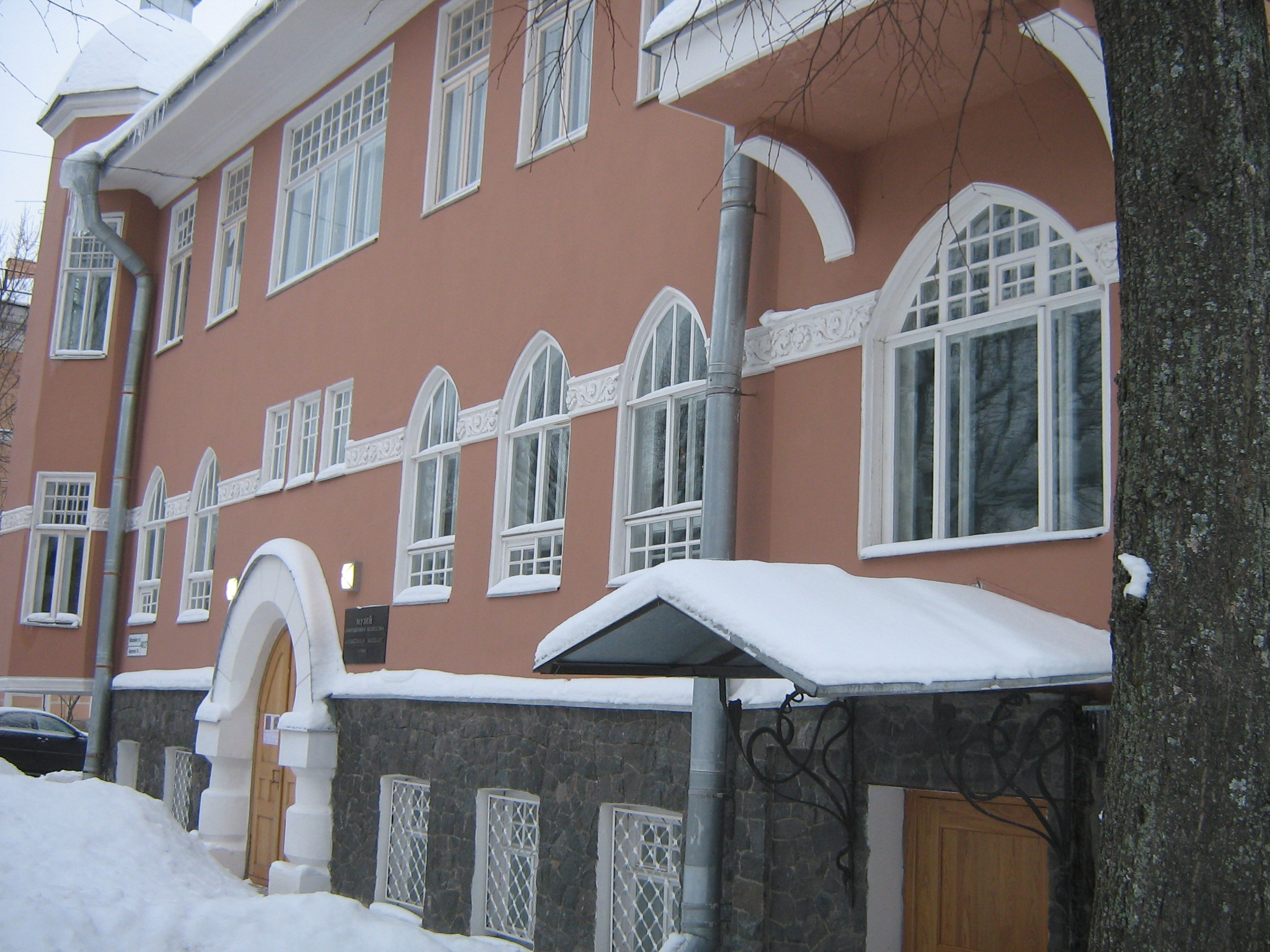

Двухэтажный дом на высоком цокольном этаже построен в стилистике северного модерна. На углу здания выделяется гранёный эркер со шпилем на ребристом куполе, нависающий над входом в цокольный этаж. Полуциркульный портал главного входа окружён широким поясом натурального камня из круглых и прямоугольных блоков. Стрельчатые окна первого этажа соединяет меандровый пояс, что соответствует мотивам архитектуры раннего европейского средневековья. На окнах характерная расстекловка в мелкую клетку. Цоколь облицован колотым гранитом.
В начале 1950-х гг. было принято решение о перепланировке здания под коммунальные квартиры, вследствие чего были заложены окна первого этажа, а также пострадали интерьеры: были уничтожены элементы лепного декора, утрачены исторические двери и оконные переплеты. В 1989 г. исполкомом г. Пушкина был поставлен вопрос о сносе здания, находившегося в аварийном состоянии. Однако в том же году по инициативе художника А. М. Некрасова в особняке была основана общественная организация «Галерея», силами которой началась работа по спасению здания. На основе исследовательской работы, проведенной Некрасовым, в сотрудничестве с КГИОПом, исторический облик здания был воссоздан. Здание было полностью отреставрировано к 2009 году.